# ヒト下垂体性性腺刺激ホルモン
ヒト下垂体性性腺刺激ホルモン（ひとかすいたいせいせいせんしげきほるもん、ヒト閉経期性腺刺激ホルモン、ヒト閉経期ゴナドトロピン、Human Menopausal Gonadotrophin、hMG）は、メノトロピン (menotropin)とも呼ばれる、生殖能障害の治療にもちいるホルモン様活性の薬物。 製剤は性腺刺激ホルモンの混合物として用いられる。 hMGは、 閉経後の女性の尿から抽出される 。 

## 説明と使用法
閉経後の女性の尿は、更年期を反映しゴナドトロピンが多く含まれた状態で、卵胞刺激ホルモン （FSH）と黄体形成ホルモン （LH）は高く、 これらとゴナドトロピンの混合物を含んでいる   。少量のヒト絨毛性ゴナドトロピン （hCG）を含む他のタンパク質物質が存在する場合がある。1949年、ピエロ・ドニーニ（Piero Donini）は閉経後の女性の尿からゴナドトロピンを抽出する比較的簡単な方法を発見した  。hMGは、1961年にブルーノ・ルネンフェルド（Bruno Lunenfeld）により臨床使用に成功裏に導入された  。当初hMG製剤にはFSHとLHが1：1の比率で含まれていたが、卵胞刺激に重要なのはFSHであるという認識により、はるかに高いFSH / LH比率を含む新しい製剤（Fertinexなど）が開発された 。 
hMG製剤は、選択された女性において使用するために設計されており、卵巣を刺激して卵胞を成熟させ、それにより卵胞をより受精させやすくする。 治療の用量および期間を調整するために、通常毎日、筋肉内または皮下に注射し、約10日間、厳密な監督下で投与される。  性腺機能低下症の男性で精子産生を刺激するためにも用いられる。 
ヒト尿由来hMG製剤は、閉経期の尿ドナーからの感染のリスクが、理論的に存在する。 それにもかかわらず、 伝染性海綿状脳症 （TSE）感染ドナーからの尿を脳内接種後、感染性発症の実証は失敗したので、尿由来の製品に関連するリスクは単に理論的であることを示唆している 。 
不妊治療において、hMGは、遺伝子組み換えのゴナドトロピンによって大幅に置き換えられる必要がある。 組換えによる製法は、尿抽出後にも存在する可能性のある他のタンパク質によって「汚染されていない」、純粋なFSHまたはLHの生産を可能にする。 「純粋なFSH」がhMGよりも良い結果をもたらすことを示唆していないように見える研究もあるが 、組換えFSHがより効率的でコストを削減すると主張するものもある 。 コクラン分析では、尿と組換えFSHを比較した場合、臨床結果の大きな違いは明らかにならなかった 。 
米国生殖医学会議（American Society for Reproductive Medicine）実務委員会報告 ： 「以前の粗動物抽出物（crude animal extracts）と比較して、現代の高度に精製された尿及び組換えゴナドトロピン製品は明らかに優れた品質、具体的な活動（specific activity）、およびパフォーマンスを持っている。 利用可能なさまざまな尿中または組換えゴナドトロピン製品間で、安全性、純度、または臨床効果に確認された違いはない。」

## hMG製剤の例
多くの製薬会社が、hMG製剤を販売していた： 
- GYNOGEN HP（Sanzyme P LTD）

高純度尿FSHおよびLH、1：1
- HUMOG（Bharat Serums and Vaccines Ltd）

高度に精製された尿中FSHおよびLH、1：1
- Humegon（Organon）
- Menopur（Ferring Pharmaceuticals）、75 IU FSHおよび75 IU LH活性
- Merional（IBSA Institut）
- Menogon
- Metrodin (Serono)

高度に精製された尿中FSH
- Repronex （ Ferring Pharmaceuticals）、75 IU FSHおよび75 IU LH
- Pergonal (Serono)

パーゴナルは、75 IU FSHと75 IU LHを含み、組換えゴナドトロピンが登場する前の主要なhMGだった。
- HMG Massone

75 IU FSHと75 IU LH

### 日本のhMG製剤
- 国内では輸入承認された先発品が現在では市場から撤退したため、すべて後発品。

hMG製剤
- HMG注、HMG筋注用、などの一般名 + 企業名（フェリング・ファーマ、武田テバ）の製品[12]
- 規格は、卵胞刺激ホルモン（FSH）として75単位または150単位
- FSH と黄体形成ホルモン（LH） の生物活性比が約 1：1 、hCG 由来の LH 活性を示す。

pureFSH製剤
- ゴナピュール注用（あすか製薬）
- フォリルモンP注（富士製薬）
- 規格は、卵胞刺激ホルモン（FSH）として75単位または150単位
- LH成分を除去して精製したもので、主にFSH作用（生物活性比はFSH：LH＝1：＜0.005）